# Николај Шверник
Николај Михајлович Шверник (рус. Никола́й Миха́йлович Шве́рник; Санкт Петербург, 7. мај 1888 — Москва, 24. децембар 1970) био је совјетски и руски политичар. Служио је као председник Совјетског Савеза од 1946. до 1953. године.

## Биографија
Рођен је 1888. године у Санкт Петербругу. Члан Руске социјалдемократске радничке партије постао је 1905. године. Школовање је завршио у Самари 1917. године. Године 1924. постао је народни комесар у влади Руске СФСР, а 1925. и члан Централног комитета СКП(б). Године 1927. је деградиран и послан на Урал као секретар локалне партијске организације. Међутим, Јосиф Стаљин је у њему видео заговорника убрзане индустријализације и вратио га у Москву 1929, те поставио за председника Синдиката металурга. Шверник је напредовао у хијерархији Партије, догуравши до чланства у Оргбироу и Секретаријату. Од 1930. до 1944. био је први секретар Свесавезног централног већа синдиката.
Шверник је током Другог светског рата био задужен за премештај индустријских постројења из подручја угрожених ратним операцијама Вермахта. Године 1944. је био постављен за председника Президијума Врховног совјета Руске СФСР, а након смрти Михаила Калињина 1946. постао је председник Президијума Врховног совјета Совјетског Савеза. Ова функција је била више церемонијалне природе, јер је Стаљин и даље имао највећи утицај. Године 1952. је постао члан Политбироа, али је из њега уклоњен 1953. након смањења броја чланова овог органа.
Након Стаљинове смрти 1953. Шверника је на месту председника Совјетског Савеза заменио Климент Ворошилов, а он се вратио послу секретара Свесавезног централног већа синдиката. Никита Хрушчов га је у току почетка процеса дестаљинизације 1956. поставио за председника Контролног комитета, а затим га задужио за процес рехабилитације неправедно смакнутих током тзв. велике чистке. Шверник је 1956. поновно постао члан Политбироа и био све до пензионисања 1966. године.
Умро је 1970. године у Москви. Сахрањен је у Кремаљској некрополи.